# Lebap (província)
A Província de Lebap  (Turcomena:Lebap welaýaty) é uma das cinco welayat (províncias) do Turquemenistão. Está localizado no nordeste do país, fazendo limites com Usbequistão ao longo do Amu Dária. Sua capital é Türkmenabat.

## Distritos
A província de Lebap é subdividida em 16 distritos (etraplar, singular etrap) e 3 cidades (il). Mudanças nominais ocorridas desde 1995 estão marcadas em parenteses:
- Distritos
  - Atamyrat (nome anterior: Kerki)
  - Beýik Türkmenbaşy (nome anterior: Saparmyrat Nyýazow)
  - Birata (nome anterior: Darganata)
  - Döwletli (criado em agosto de 2007)[4][5]
  - Farap
  - Galkynyş (nome anteior: Dänew)
  - Garabekewül
  - Garaşsyzlyk (nome anterior: Boýnyuzyn)
  - Halaç
  - Hojambaz
  - Köýtendag (nome anterior: Çarşaňňy)
  - Magdanly
  - Sakar
  - Saýat
  - Serdarabat (nome anterior: Türkmenabat/Çärjew)
  - Seýdi

- Cidades
  - Magdanly (nome anterior: Gowurdak)
  - Seýdi
  - Türkmenabat (nome anterior: Çärjew)